# Juan (álbum)
Juan es el nombre del segundo álbum de la banda uruguaya de rock y ska Cuatro Pesos de Propina. El álbum fue distribuido independientemente, sin la participación de un sello discográfico. El álbum fue lanzado en 2010, sin la participación de Pablo Viñas, el primero en el teclado y el acordeón de la banda.

## Listado de temas
| N.º   | Título                                     | Duración |  |
| 1.    | «Hoy sopa hoy (canción de Jorge Lazaroff)» | 3:38     |  |
| 2.    | «Llegó la hora»                            | 4:04     |  |
| 3.    | «Esa mezcla de placer y dolor»             | 4:13     |  |
| 4.    | «Es»                                       | 5:23     |  |
| 5.    | «La vaca I»                                | 3:20     |  |
| 6.    | «Y voy»                                    | 3:16     |  |
| 7.    | «Lo que más, lo que menos»                 | 1:04     |  |
| 8.    | «Maldita ciudad»                           | 4:04     |  |
| 9.    | «La vaca II»                               | 4:48     |  |
| 10.   | «(sin nombre)»                             | 0:54     |  |
| 11.   | «Buena Nueva»                              | 3:17     |  |
| 12.   | «Ea ea apepé»                              | 4:16     |  |
| 13.   | «Pa' que nos brille la buena»              | 4:07     |  |
| 14.   | «Pirata II»                                | 4:31     |  |
| 55:18 |                                            |          |  |